# Schnellental
Schnellental ist eine Ortschaft in Radevormwald im Oberbergischen Kreis im nordrhein-westfälischen Regierungsbezirk Köln in Deutschland.

## Lage und Beschreibung
Der Ort liegt an der Stadtgrenze zu Wuppertal im Tal der Wupper. Die benachbarten Ortschaften heißen Auf’m Hagen, Niederdahl, Dahlerau und Vogelsmühle. Der Höllersiepen fließt am Ortsrand vorbei und mündet 50 Meter davon entfernt in die Wupper. Am Ort führt die Strecke der Wuppertal-Bahn vorbei, heute eine Museumsbahn.
Politisch wird der Ort durch den Direktkandidaten des Wahlbezirks 150 im Rat der Stadt Radevormwald vertreten.

## Geschichte
Die historische topografische Karte von 1892 bis 1894 (Preußische Neuaufnahme) zeigt den Ort mit der Bezeichnung „Schnellenthal“.
1886 eröffnete man die am Ort vorbeiführende Eisenbahnstrecke der Wuppertal-Bahn (Kursbuchstrecke KBS 403).

## Wanderwege
Durch die Ortschaft verlaufen die Wanderwege:
- X7: Residenzenweg
- ◇6: Wupperweg
- Halbes Mühlrad: Straße der Arbeit